# 62a Divisió (Exèrcit Popular de la República)
La 62a Divisió va ser una de les divisions de l'Exèrcit Popular de la República que es van organitzar durant la Guerra Civil espanyola sobre la base de les brigades mixtes. Va estar desplegada en el front de Catalunya.

## Historial
Anteriorment una divisió en el front del Nord ja havia emprat aquesta numeració.
La divisió va ser recreada novament al juliol de 1938, en el si del XXIV Cos d'Exèrcit. El comandament va recaure en el comandant Pedro Sugrañes Español, quedant la unitat composta per les brigades mixtes 135a, 173a i 174a. La divisió es trobava situada en la rereguarda del front republicà a Catalunya. Va iniciar llavors el seu procés d'instrucció i organització, si bé mai arribaria ser una unitat plenament operativa. El desembre de 1938 continuava estant agregada al XXIV Cos d'Exèrcit, en fase de formació. No obstant això, la 62a Divisió acabaria sent dissolta i les seves forces destinades a la Comandància militar de la Seu d'Urgell.

## Comandaments
Comandants
- comandant d'infanteria Pedro Sugrañes Español;

Comissario polítics
- Pere Puig i Subinyà, d'ERC;[6]

## Ordre de batalla
| Data           | Cos d'Exèrcit adscrit | Brigades Mixtes integrades | Front de batalla |
| -------------- | --------------------- | -------------------------- | ---------------- |
| Juliol de 1938 | XXIV Cos d'Exèrcit    | 135a, 173a i 174a          | Reserva          |